# Pearl of Africa Music Awards
Pearl of Africa Music Awards (também como PAM Awards) é um prêmio anual nacional de música em Uganda. O prêmio começou pela primeira vez em 2003. Desde 2006 houve categorias para músicos de outros países da África Oriental.
Os ganhadores são selecionados por uma combinação de juri e pela votação do público.